# Ptilinopus jambu
La colomba frugivora jambu, colombo jambu o tortora beccafrutta jambu (Ptilinopus jambu J.F.Gmelin, 1789) è un uccello della famiglia dei Columbidi originario della penisola malese e delle Grandi Isole della Sonda.

## Descrizione
La colomba frugivora jambu misura circa 22–28 cm di lunghezza. Ha la parte anteriore del capo rosso sangue e presenta una macchia nera sulla gola; la nuca e le parti superiori sono verdi, mentre le parti inferiori sono bianco-crema con una grande macchia rosa sul petto. Il becco è giallo o arancio e le zampe rosse. La femmina è quasi completamente verde, con la parte anteriore del capo rosso-violaceo scuro.

## Distribuzione e habitat
Questa specie è presente in Thailandia e Malaysia, nonché a Sumatra, nel Borneo e nelle regioni occidentali di Giava. Foreste, mangrovie e aree boschive rappresentano il suo habitat, dalle pianure fino a 1500 m nel Borneo. Sembra che compia spostamenti tra le piccole isole.

## Biologia
Si hanno poche informazioni sull'alimentazione in natura. Sembra che si nutra di frutti fatti cadere a terra da scimmie o altri animali, ma probabilmente raccoglie frutti e bacche direttamente dagli alberi. Il periodo riproduttivo va da novembre a luglio; il nido, costruito su cespugli o alberi, contiene un uovo bianco covato dai genitori per 10 giorni. È una specie parzialmente migratoria che compie spostamenti dalla Malesia all'isola di Sumatra nel periodo tra agosto e dicembre, fermandosi sulle navi e nelle città.